# Ratpenat de Racey
El ratpenat de Racey (Pipistrellus raceyi) és un ratpenat del gènere Pipistrellus originari de Madagascar. Tot i que s'havien observat espècies no identificades de Pipistrellus a Madagascar des de la dècada del 1990, P. raceyi no fou descrit formalment fins al 2006. Els seus parents més propers són les espècies asiàtiques P. endoi, P. paterculus i P. abramus, i els seus avantpassats probablement arribaren a Madagascar des d'Àsia. S'han observat ratpenats de Racey a quatre localitats diferents: dues a les planes orientals i dues a les occidentals. A l'est, viu en àrees obertes i se l'ha vist dormint en un edifici, mentre que a l'oest habita boscos secs. La Llista Vermella de la UICN considera que hi ha «dades insuficients» per avaluar-ne l'estat de conservació, en gran part a causa del desconeixement de la seva ecologia.
Amb un avantbraç de 28,0 a 31,2 mm de llargada, el ratpenat de Racey és una espècie de Pipistrellus petita-mitjana. La part superior del cos és vermellosa i la inferior és de color marró-groc. Té les ales fosques i els peus petits. El penis i l'os penià dels mascles són llargs, igual que en P. endoi, P. abramus i P. paterculus. El rostre és menys pla que en espècies properes i els arcs superciliars sobresurten. La quarta premolar superior no toca la canina superior, mentre que la segona premolar inferior està ben desenvolupada.

## Taxonomia
La primera observació de vespertiliònids a Madagascar fou l'any 1905, quan Thomas i Schwann descrigueren l'espècie Vespertilio matroka (actualment Neoromicia matroka). Des d'aleshores, encara no s'ha pogut determinar amb certesa la seva classificació i el seu estat de conservació, car no se'n sap gaire cosa malgrat el fet que se n'han observat diverses espècies. El 1995 s'observà per primera vegada una espècie del gènere Pipistrellus afí a espècies indomalaies. Des d'aleshores alguns autors han observat una o més espècies de Pipistrellus que no han estat identificades.
El 2006, Paul Bates i col·laboradors publicaren un article sobre una col·lecció de 44 Pipistrellus malgaixos que havien arribat al Harrison Institute, incloent-hi diverses espècies observades per primera vegada a Madagascar i una espècie desconeguda fins aleshores. Aquesta espècie de Pipistrellus fou descrita com Pipistrellus raceyi. En un article publicat el 2007, Steven Goodman la mencionà com a part d'una sèrie de noves espècies malgaixes de ratpenats; el nombre d'espècies conegudes havia crescut de 27 a 37 entre el 1995 i el 2007. El nom específic raceyi és en honor de l'investigador de ratpenats Paul Racey, per la qual cosa els descriptors suggeriren el nom comú «pipistrel·la de Racey». El ratpenat de Racey s'assembla molt a les espècies asiàtiques P. endoi, P. paterculus i P. abramus, cosa que conduí Bates i col·laboradors a hipotetitzar sobre una possible relació amb aquestes espècies. Si fos el cas, els avantpassats d'aquest ratpenat probablement haurien arribat a Madagascar des d'Àsia, a diferència de la majoria de ratpenats de l'illa, provinents d'Àfrica. P. raceyi comparteix aquesta distinció amb altres ratpenats malgaixos: la guineu voladora de Madagascar i les dues espècies d'Emballonura que viuen a l'illa.

## Descripció
El ratpenat de Racey és un vespertiliònid de mida petita-mitjana. Té el pèl llarg i la part superior del cos vermellosa, amb el cap un xic més fosc, mentre que la part inferior és de color marró-groc. Les protuberàncies glandulars del musell estan situades arran del nas i són calbes. Les orelles són fosques, curtes i arrodonides, amb entre tres i cinc crestes. El tragus (una projecció situada a la vora interior de l'orella) té forma de mitja lluna i és la meitat de llarg que l'orella, amb una lleugera constricció al darrere de la base. Les ales són fosques. El tercer, quart i cinquè metacarps tenen una llargada similar, mentre que la primera falange del tercer dit és curta. En P. endoi, la primera falange del tercer metacarp és més llarga. El ratpenat de Racey té les tíbies curtes i els peus petits, amb la cua més curta que el cap i el cos. L'avantbraç mesura 28,0-31,2 mm de llargada, la cua 22,9-30,3 mm, els peus 5,3-7,5 mm i les orelles 7,5-10,6 mm, (dades basades en tretze espècimens estudiats). Les femelles són una mica més grans que els mascles.
Els mascles tenen el penis llarg i recte, amb una escotadura entre el cos i el gland, que és estreta i té forma d'ou. El penis té l'extrem pelut i la base gairebé calba. Quant al bàcul, o os penià, és llarg, estret i lleugerament corb. La llargada del penis i el bàcul diferencien el ratpenat de Racey de la resta de vespertiliònids africans i malgaixos de mida semblant. P. endoi, P. paterculus i P. abramus tenen el bàcul més similar, però el de P. abramus és més corb, P. paterculus té el cos i la punta més robustos i P. endoi té l'extrem proximal més robust. El penis mesura 9,6-11,8 mm i el bàcul 8,8-10,0 mm.
Al crani hi ha una depressió ben definida, situada al centre del rostre, que gairebé arriba al marge posterior de la gran obertura nasal en forma de V. Al costat de l'obertura hi ha dues àrees elevades ubicades per sobre de les incisives. Els arcs zigomàtics són esvelts i els arcs superciliars estan ben desenvolupats. P. abramus, P. endoi i P. paterculus tenen el rostre més pla i arcs superciliars menys prominents. El neurocrani és de mida mitjana i presenta una cresta sagital poc desenvolupada al sostre. El supraoccipital, la part posterior del crani, és convex. El paladar és còncau i té els costats pràcticament paral·lels.
La fórmula dental és {\displaystyle {\tfrac {2.1.2.3}{3.1.2.3}}} (dues incisives, una canina, dues premolars i tres molars al maxil·lar superior, amb tres incisives, una canina, dues premolars i tres molars al maxil·lar inferior). Com que els avantpassats del ratpenat de Racey perderen la primera incisiva superior i la primera i tercera premolars d'ambdós maxil·lars, les incisives superiors són designades I2 i I3 i les premolars són designades P2 i P4 (superiors) i p2 i p4 (inferiors). La I2 té una segona cúspide ben desenvolupada que complementa la cúspide principal, mentre que la I3 gairebé és tan alta com la segona cúspide de la I2. La canina superior és robusta i només presenta una cúspide. La P2 és prominent i està una mica desplaçada vers l'interior de la filera de dents. La P4 no toca la dent canina. La primera i segona molars superiors (M1 i M2) tenen una mida similar, però la M3 és més petita. Cadascuna de les tres incisives inferiors té tres cúspides i la tercera incisiva (i3) pot tocar la canina inferior (c1). Aquesta última té una segona cúspide més alta que la i3. La p2 toca el darrere de la c1 i és de la mida de la p4. Les dues primeres molars inferiors (m1 i m2) tenen el grup posterior de cúspides (talònid) més gran que l'anterior (trigònid), mentre que la m3 també és més petita.

## Distribució, ecologia i comportament
El ratpenat de Racey és conegut a partir de quatre llocs de Madagascar, tots situats a menys de 80 m d'altitud. Dues localitats es troben a l'oest de l'illa i dues a l'est. A l'est, Kianjavato és una població rural envoltada per conreus i boscos secundaris, on s'observaren ratpenats de Racey sortint d'un forat en una paret de formigó d'una casa i en una xarxa de malla fina en un riu, mentre que Tampolo se situa en una àrea agrícola molt pertorbada per les activitats humanes. Les dues localitats occidentals, Kirindy i Mikea, es troben en desert sec. A Kirindy també s'ha observat el vespertiliònid Hypsugo anchietae. L'àmbit de distribució real del ratpenat de Racey probablement és més gran que el que es coneix actualment. No se sap res sobre la dieta d'aquesta espècie en concret, però els vespertiliònids s'alimenten generalment d'insectes.
Hi ha molt poca informació sobre la reproducció. És probable que les cries neixin vers el principi de l'estació humida de novembre i desembre, quan l'aliment és abundant. Sis ratpenats foren capturats en un jóc de Kianjavato, incloent-hi un únic mascle, cosa que conduí Bates i col·laboradors a suggerir que pot tractar-se d'una espècie que practica la poligínia, és a dir, grups d'un mascle amb diverses femelles.

## Estat de conservació
La Llista Vermella de la UICN considera que hi ha «dades insuficients» per jutjar l'abundància i l'hàbitat d'aquesta espècie. Les quatre localitats conegudes es troben a prop de boscos, però podria tractar-se d'un biaix de mostreig. Tot i que la desforestació podria ser una amenaça pel ratpenat de Racey, s'han implementat mesures de protecció forestal a tots els llocs on ha estat observat.